# سیارک ۶۶۹۶
سیارک ۶۶۹۶ (به انگلیسی: 6696 Eubanks، نامگذاری:1986RC1) شش هزار و ششصد و نود و ششمین سیارک کشف شده‌است که در ۱ سپتامبر ۱۹۸۶ کشف شد.
قدر مطلق سیارک برابر ۱۲٫۸۰ است.